# Падобрански скок из стратосфере
Падобрански скок из стратосфере врста је екстремног падобранског скока са горње границе стратосфере уз помоћ специјално дизајниране заштитне опреме и балона за велике висине. Како су педесетих година 20. века авиони на млазни погон летели све брже и све више ратна ваздухопловства САД и СССР почела су да исказује све већу забринутост за безбедност посада у случају потребе за напуштањем авиона на великим висинама. Тестови који су извођени са експерименталним луткама показали су да тело у слободном паду са тако великих висина често запада у пљоштимични ковит, када брзине ротације (тумбања) достиже и преко 200 окрета у минути, што може имати фаталне последице по људски организам. Зато се скоковима експерименталних падобранаца из стратосфер желело да истраже ефекати убрзања до суперсоничних брзине на људски организам. И након добијених резултата поставе нови стандарди у авијацији, јер до скокова Феликса и Јустаса из стартос нико раније није достигао. брзину звука сопствени телом, без летења у авиону. Овим скоковима не „тестира“ се само људско тело већ и нова висинска опрема и развијају процедура за боравак на великим висинама у условима екстремног убрзања, намењена. свемирским професионалцима, као и потенцијалним свемирском туристима.

## Историјат
Први лет балоном до нижих слојева стратосфере, у коме је човек у специјално констреуисаној гондоли достигао висину од 15.785 m (51.788 ft) реализован је 1931. од стране швајцарског физичара, проналазача и истраживача Огиста Пикара.

### Пројекти Манхајн и Екселсиор
Први падобрански скок из виших слојева стратосфере започели су 1955 године у оквиру два пројектра америчког ваздухоловста, Менхајн I, II III и Екселсиор I, II и III.
Прве рекорде у скоковима из стратосфере (који су преко 50 година били необорени) поставио је 1960. године, пуковник Џозеф Китинџер, (рођен 27. јула 1928, Тампа, Флорида, Сједињене Америчке Државе). Овај данас бивши пилота, професионални официр и пензионисани пуковник америчког ваздухопловства, прве рекорде поставио је у оквиру пројекта Екселзиор III, скоком са висине од око 31 km. Пројекат Екселсиор је назив за низ експерименталних падобранских скокова из стратосфере спроведен од стране Ратног ваздухопловства САД 1959. и 1960. године Циљ овог пројекта био је да се тестирају нови вишестепени падобрански системи. Скокове је извео тада капетан Ратног ваздухопловства САД Џозеф Китинџер. У једном од скокова Китинџер је оборио два светска ваздухопловна рекорда (која је 2012. оборио Феликс Баугартнер), један за падобрански скок са највеће висине, а други за најдужи слободни пад.

### Пројекат „Волга“
У оквиру рускок свемирског програма 1. новембра 1962. двочлана посада коју су чинили пуковник Дологов Иванович (вођа ваздухоплова) и мајор Јевгениј Андрејев требало је, назависно, да обави скокове падобраном из стратосфере уз помоћ специјално конструисаног балона са гондолом „Волга“. Андрејев је први напуститио кабину и његов задатак је био да се са висине од 25.500 m, без отварања падобрана спусти што ниже земљи, и при томе телом достигне брзину приближну брзини звука. Након Андрејева са висине од 25.600 m скок је извео Иванович који је требало да тестира падобран са аутоматским отварањем, сопствене конструкције. У стратосферским условима приближно сличним вакууму, то је било врло рискантно јер није постојала адекватна подршка ваздуха за пуњење куполе падобрана. Пуковник Дологов Ивановић и мајор Јевгениј Андрејев (један од најбољих светских падобранаца), у моменту скока имали су сваки понаособ преко 1.000 скокова, међу којима је било и доста оних у којима су се борили за сопствени живота, тестирајући многобројне врсте катапулта, падобрана, система веза, падобранских аутомата.
Руски војни пробни падобранац и херој СССР мајор Јевгениј Андрејев (1926—2004) у оквиру совјетског космичког програма 1. новембра1962. скочио је из стратосфере изнад Совјетског града Вољск, са висине од 25.458 m. Током слободног пада, до отварања стабилизационог падобрана на висини од 958 m, он се кретао брзином од 900 km на час. Ово растојање Андрејев је савладо за 4 мин и 30 секунди. Овим скоком он је поставио два светска рекорда; рекорд у дужини слободног пада (24.500 m) и рекорд у трајању слободног пада (4 мин и 30 сек). Андрејев је за разлику од пуковника Дологова, безбедно слетео у близини града Саратова.
Други руски пробни падобранац и херој СССР пуковник Долгов Иванович (1920—1962), који је након мајора Андрејава скочи из исте гондоле, 1. новембра 1962. године, трагично је окончао живот након скока из стратосфере са висини од 25.600 m. У тест програму „Волга“, он је скочио из специјално конструисане гондоле у свемирском оделу СИ-3М од провидног материјала под повишеним притиском, након чега је следило аутоматско отвараље падобрана и спуштање до земље које је требало да траје 38 минута. Међутим у моменту напуштања гондоле, Иванович је случајно ударио о оштар клин на кабини и оштети заштитну кацигу. Комисија за испитивање удеса закључила је, да је због стварања отвора на заштитном шлему под повећаним притиском, у условима блиским вакууму дошно до експлозивне декомпресије и депресуризације Ивановичеве опреме, што је резултирало декомпресионом повредом и смрћу изазваном мехурићима гаса током хладног кључања крви и хипоксије у условима сниженог парцијалног притиска кисеоника на великим висинама. Иако је падобрански систем радио нормално, скок пуковника Долгова завршио је смртним исходом у ваздуху, пре његовог призељења.

### Пројекат Ред бул стратос
Феликс Баумгартнер, спортски падобарнац и љубитељ ескстремних спортова, 19. октобра 2012, у оквиру пројекта Ред бул стратос, ннакон више од 50 година од постављања, оборио Китинџерове рекорде, када је из специјално конструисане капсуле скочио са висине од 128.000 фита (39 km).

### Пројекат Алана Јустаса
Ален Јустас, амерички рачунарски стручњак, спортски падобранац и пилот, након опсежних припрема које су трајале 35 месеци, 24. октобра 2014, скочио је из стратосфере, са висине од 41.842 m, и тако највероватније, постаће нови светски рекордер у скоковима из стратосфере (по објављивању званичних података о рекорду од стране ФАИ).
|  |  |  |  |

## Основни појмови
Земљина атмосфера
Земљина атмосфера представља ваздушни омотач око Земљине кугле. На основу усвојених дефиниција, тај ваздушни омотач се дели на четири слоја. Почев од Земљине површине па навише, слојеви су: тропосфера, стратосфера, мезосфера, термосфера и екзосфера (која представља границу са међупланетарним простором).
Стратосфера
Стратосфера је слој земљине атмосфере који се простире до висине од 50-55 km изнад Земљине површине. У њој се температура у почетку не мења, а затим расте с висином због присуства велике количине озона, који се загрева упијањем штетних ултраљубичастих зрака, штитећи на тај начин живи свет на Земљи. Концентрација озона је највећа на висини од 20–25 km. Слој с озоном назива се озоносфера. Због сувоће ваздуха у стратосфери нема облака. Само понекад ствара се танки седефасти облаци, састављени од ситних капљица прехлађене водене паре и кристалића леда. Стратосферу од тропосфере одваја тропопауза, а од мезосфере стратопауза. У горњем делу стратосфере доминирају западни ветрови, док се у горњем слоју јављају источни ветрови, нарочито у току лета.
Карманова линија
Карманова линија је израчуната вредност која у стварности није баш 100 km (јер њена висина варира), али је прихваћен предлог Кармана да се за ту намену користи висина од 100 km, као цео број који се лакше памти. Иако је Међународни комитет препоручио да линија буде на висини од 100 km, а она постала широко прихваћен као доња граница свемира, још увек у свету не постоји међународна правна дефиниција разграничења између ваздушног простора земље и свемира, због неприхватања ове границе од стране САД.
Пре него што је усвојена ова граница, бројне полемике вођене су дуго година, међу научницима и ентузијастима, око дефинисања граница где се завршава атмосфера и почиње свемир, и како тај простор од једног летача чини астронаута. Стриктно говорећи, Земљина атмосфера се не завршава на одређеној висини, али са надморском висином она постаје прогресивно „тања“ - разређенија.
„Када је аеронаутика била млада професија, неки су мислили да свемир почиње на око 15.000 m, пошто је на тој висини парцијалног притиска кисеоника у атмосфери толико низак да не омогућава људима да у њој функционишу дуже време. Ова дефиниција ускоро је уступила место другим које су за почетак свемира узимале; крај стратосфере, термосфере или егзоспфере. Како ниједну од ових дефиниција није озваничила било које организације или владе, све је брзо избледело из лексикона.“
Током 1950-их година, када је претходница агенције НАСА, Национални саветодавни комитет за ваздухопловство, и америчка војска по први пут размишљала о летелицама које би могле летети свемиром, инжењери су одлучили да се за прозвољну линију почетка свемира одреди надморска висини на којој би динамички притисак атмосфере био мање од једне фунте по квадратном метру, с обзиром да је традиционална контрола аеродинамичких површине која је била донета у великој мери била бескорисна у том тренутку. Иако се ова висина разликује из дана у дан из подручје у подручје са променом временских услова, у целини гледано она је првобитно била одређена на око 50 mi (80 km) (264,000 ft, or 81 km) и отприлике је означавала крај мезосфере
Нешто касније Теодор фон Карман је израчунао да је та висина око 100 km (62 миље, 328.084 ft), и да би изнад ње летелица требало да лети брже од орбиталне брзине, како би се својим аероидиманичким особинама могла извући из атмосфере и остати у семиру, што је и прихваћено од међународно признатих институција у овој области. Након усвајања, ове висине, као линије разграничења, она је постала међународно прихваћена граница за многе намене; нпр. одређивање почетка свемира, вођења евиденције светских рекорда достигнуте висине и верификацију многих међународних уговора о свемиру.
Изнад ове линије може се говорити о боравку или лету у свемир. Због веома разређеног ваздуха тј због губитка аеродинамичке потпоре авионом се не може летети изнад ове висине. Изнад ове линије (границе) владају закони балистике, и кроз њу се крећу искључиво летелице на ракетни погон.

## Циљ
Др Џонатан Кларк, медицински директор, Ред Бул стратос пројекта, у својој изјави за јавност, најбоље илуструје неке од циљева који се остварују скоковима падобраном из стратосфере:
| „ | Ми ћемо овим скоком поставити нове стандарде у авијацији. Никада пре Феликса није неко достигао брзину звука без улажења у авиона Зато ови пројекти имају за циљ да тестирају нову опрему и развију нове процедуре за боравак човека на великим висинама и савладавање екстремних убрзања. Циљ пројекта је да се унапреди безбедност „свемирских професионалаца“, као и потенцијалних свемирских туриста. | ” |

Према томе ови скокови имају више циљева; 
Научноистраживачки
Све до „озбиљнијих“—научних истраживања која треба да дају одговоре на нека од питања, у бројним неистраженим областима ваздухопловне и космичке медицине, ваздухопловства и астронаутике.
Такмичарски
Претежно спортски, са намером да се поставе или правазиђу бројни рекорди у падобранству остварени пре више од 50 година (1960),
Маракетиншки
Који се спроводе за потребе компаније која су финансирала скок падобраном из стратосфере (нпр „Red Bull GmbH“).
Овим пројектима по први пут је требало савладати звучну баријеру људским телом (без летелице) и сазнати шта се у том тренутку у њему дешава. Такође требало је прикупити и мноштво других података о променама у људском телу које се могу јавити у случају хитног напуштања свемирских и других летелица у стратосфери и прикупити безберој научних података о карактеристикама промена у телу и заштитној (висинској) опреми за будуће пројекте. како би се наставило са унапређењем безбедности летења на великим висинама.

## Опрема
Главни делови посебно дизајниране опрем, за успешно обављање падобранских скокова из стратосфере су: балон за велике висине (енгл. high altide ballon), гондола или капсула (енгл. capsule), висинско (пресуризовано) одело (енгл. pressure suit et hemmet), падобрански ситеми (енгл. parachute system), грудни пакет (енгл. chest pack).

### Балон за велике висине
|                                | Карактеристике |
| ------------------------------ | --- |
| Тип                            | - Аеростатички ваздухоплов без властитог погона, који се примењењује у овим пројектима, је стандардно дизајниран балон. Њихова конструкција и израда заснива се на истим принципима и материјалима који се преко 60 година примењују за израду балона који се у научне сврхе примењују за летове на великим надморским висинама (са или без људске посаде). - Балон на велику висину подиже и одржава га у ваздуху разлика у специфичној тежини спољног ваздуха и унутрашњег гаса. - Унутрашњи гас је хелијум (који је мање специфичне густине од околног атмосферског), којим се пре полетања пунио балон. Хелијум је био подесан за ову намену, јер не само да је лакши од ваздуха, већ је незапаљив и нетоксичан (за атмосферу ако у њу доспе). |
| Материјал                      | - Балон је израђен од полиетиленских (пластичних) трака високих перформанси, дебљине, само, 0,002 cm. - Укупна површина, полиетиленских трака балона је различита у зависности од типа балона (нрп у пројекту Ред бул стратос она је 161.874 m²). - У структуру балона инкорпорирана су полиестерска влакна, која имају за циљ да ојачају полиетиленске траке на оним местима која су предвиђена да трпе оптерећења прикаченог терета (капсуле, падобрана и друге опреме). |
| Величина, тежина, обим и облик | - Запремина примењених балона је различита тако је нпр. балон примењен у пројекту Ред бул стратос имао запремину 850.000 m³ (и био је 10 пута већи од балона Јозефа Китинџера из 1960). - Потпуно отворен балон, са порастом висине шири се до облика у виду неправилне лопте, која је на 39.000 m изнад мора нпр. у пројекту Ред бул стратос имала висину зграде од 55 спратова, док је дужина ненапуњеног балона, пре лансирања, била је 180,56 m висине на полетању, 167,6 m, а висина балона од његовог врха до дна капсуле 211,86 m, тежина ненапуњеног балона хелијумом била 1.681 килограма. |

|                                                                                |                                                                      |
| Балон који се користи за скокове из стратосфере сличан је овом из 1998. године | Услови у атмосфери (km) и достигнуте висине пре скока из стратосфере |

### Висинско (пресуризовано) одело
Једина заштита тела, у току слободног пада и спуштања падобраном, кроз негостољубиву стратосферу било је висинско, пресуризовано заштитно одело са системима за одржавање живота и заштитним шлемом (у који је уграђен систем за комуникацију са контролом мисије (микрофон и слушалице)), посебно дизајнирано и конструисано за ову намену, које је од првих скокова из стратосфере до данас стално усавршавано.
Одело је пројектовано и направљено по узору на одела које носе пилоти у току лета на великим висинама, али је његова конструкција одређеним модификацијама и подешавњима побољшавана у складу са резултатима бројних мерења и истраживања у току пробних фаза појединих пројеката.
Одело је тако дизајнирано да пружи заштиту телу падобранца од ниске и високе температуре (у распону од +37,7 °C до -68 °C), радијације, ветра и декомпресије на ниском атмосферском притиску од 0,135 bar-а (што је еквивалентно атмосферском притиску на надморској висини од 10.677 m).
За разлику од пилота који су статични у току лета и привезани за избацивао седиште, и користе шаку за управљање авионом, дотле падобранци у току слободног пада и спуштања падобраном морају без ограничења да користе покрете свих делова тела како би стабилизовали тело у слободном паду и управљали падобраном и главе како би примали визуелне сигнале и уочавали оријентире на земљи. Зато одело и заштитни шлем морају да буду тако конструисани да у оптималним границама омогуће покрете тела и периферни вид.
Одело се састоји од четири слоја:
- Првог или унутрашњег који пружа удобност кретања,
- Другог под називом „гасна мембрана“, који је помагао у савладавању разлике у ваздушном притиску
- Трећег који је одржавао облик оделу
- Четврти или спољашњи, незапаљив који је штитио од спољашњих температурних утицаја и радијације.

## Досадашњи падобрански рекорди остварени скоковима из стратосфере
| Назив рекорда                                             | Носилац рекорда                              | Џозеф Китинџер САД 16. август 1960. | Јевгениј Андрејев СССР 14. октобар 2012. | Феликс Баумгартнер Аустрија 14. октобар 2012. | Алан Јустас САД 24. октобар 2014 |
| --------------------------------------------------------- | -------------------------------------------- | ----------------------------------- | ---------------------------------------- | --------------------------------------------- | -------------------------------- |
| Висина скока                                              | Алан Јустас САД 44.420 m                     | 31.333 m                            | 25.458 m                                 | 38.969,4 m FAI                                | 44.420 m                         |
| Висина слободног пада                                     | Алан Јустас САД 37.617 m                     | 26.033 m                            | 24.500 m                                 | 36.402,6 m FAI                                | 37.617 m                         |
| Време трајања слободног пада без стабилизујућег падобрана | Јевгениј Андрејев СССР                       |                                     | 4 min 30 sec                             | 4 min 20 sec                                  | 4 min 27 sec                     |
| Изнад брзине звука                                        | Феликс Баумгартнер Аустрија 1.357.6 km/h FAI | Није остварено                      | Није остварено                           | 1.357.6 km/h = 1,25 М FAI                     | 1.321 km/h = 1,23 М              |
| Брзина током слободног пада                               | Феликс Баумгартнер Аустрија 1.357.6 km/h FAI | 988 km/h                            | 900 km/h                                 | 1.357.6 km/h = 1,25 М FAI                     | 1.321 km/h = 1,23 М              |